# Тиньоза-Гранде
Тиньо́за-Гра́нде (порт. Tinhosa Grande) — небольшой необитаемый островок в Гвинейском заливе Атлантического океана. Расположен примерно в двадцати километрах к юго-западу от острова Принсипи, примерно в 2,5 км к югу от соседнего более крупного островка Тиньоза-Пекена, примерно в 110 км северо-восточнее острова Сан-Томе. Входит в состав округа Пагуи (государство Сан-Томе и Принсипи).
Представляет собой сухие пустоши и каменные скалы, поднимающиеся на высоту 40 метров.